# Abdul-Yakuni Iddi
Abdul-Yakinu Iddi (Salaga, 25 mei 1986) is een Ghanese voormalig voetballer. Hij is afkomstig van de Feyenoord Academy in het Ghanese Fetteh. Feyenoord stalde hem daarna één seizoen bij KV Mechelen. Na afloop van dat seizoen tekende hij daar een vast contract em kwam ruim 10 seizoenen uit voor de club uit Mechelen. In het seizoen 2014-2015 speelde hij op huurbasis in de Belgische Tweede klasse, bij Oud-Heverlee Leuven, waarna hij nog een seizoen bij amateurclub KFC Malderen speelde.

## Statistieken
| Seizoen         | Club                  | Competitie          | Competitie | Competitie | Play-offs | Play-offs | Beker | Beker | Totaal | Totaal |
| Seizoen         | Club                  | Competitie          | Wed.       | Dlp.       | Wed.      | Dlp.      | Wed.  | Dlp.  | Wed.   | Dlp.   |
| --------------- | --------------------- | ------------------- | ---------- | ---------- | --------- | --------- | ----- | ----- | ------ | ------ |
| 2005-2006       | Feyenoord Fetteh      |                     | ?          | ?          | nvt       | nvt       | ?     | ?     | ?      | ?      |
| 2005-2006       | Feyenoord             | Eredivisie          | 0          | 0          | nvt       | nvt       | 0     | 0     | 0      | 0      |
| 2006-2007       | → KV Mechelen         | Tweede Klasse       | 25         | 4          | nvt       | nvt       | 4     | 0     | 29     | 4      |
| 2007-2008       | KV Mechelen           | Jupiler Pro League  | 16         | 0          | nvt       | nvt       | 0     | 0     | 16     | 0      |
| 2008-2009       | KV Mechelen           | Jupiler Pro League  | 13         | 0          | nvt       | nvt       | 4     | 0     | 17     | 0      |
| 2009-2010       | KV Mechelen           | Jupiler Pro League  | 16         | 1          | 0         | 0         | 2     | 0     | 18     | 1      |
| 2010-2011       | KV Mechelen           | Jupiler Pro League  | 8          | 0          | 1         | 0         | 2     | 0     | 11     | 0      |
| 2011-2012       | KV Mechelen           | Jupiler Pro League  | 18         | 1          | 4         | 0         | 1     | 0     | 23     | 1      |
| 2012-2013       | KV Mechelen           | Jupiler Pro League  | 23         | 5          | 2         | 0         | 2     | 0     | 27     | 5      |
| 2013-2014       | KV Mechelen           | Jupiler Pro League  | 13         | 1          | 1         | 0         | 1     | 0     | 15     | 1      |
| 2014-2015       | → Oud-Heverlee Leuven | Tweede klasse       | 11         | 0          | 0         | 0         | 1     | 0     | 12     | 0      |
| 2016            | KFC Malderen          | Derde provinciale E | 0          | 0          | 0         | 0         | 0     | 0     | 0      | 0      |
| Carrière totaal | Carrière totaal       | Carrière totaal     | 143        | 12         | 8         | 0         | 17    | 0     | 168    | 12     |